# 노스아메리칸 P-51 머스탱
노스아메리칸 항공 P-51 머스탱(North American Aviation P-51 Mustang)은 제2차 세계 대전 중반에 전선에 투입돼서 활약한 연합군 측의 장거리 단좌 프롭 전투기이다. 후기에는 미군 주력전투기로 활동하였고 스피트파이어 못지 않게 대량 생산되었다.
지속비행거리가 다른 전투기들에 비해 매우 길었기 때문에 독일 상공에서 이뤄진 연합군의 폭격임무에 투입되어 폭격기들을 호위하는 임무를 주로 맡았으며 태평양 전쟁에서 일본 해군항공대와도 싸웠다. 우수한 성능을 앞세워 독일 공군의 제트엔진 전투기였던 메서슈미트 Me-262를 격추하기도 했다. 제2차 세계 대전 이후 한국전쟁 초반에 유엔군의 주요 전투기로 활약했으나, 그 후 제트 전투기에 의해 대체되어 주로 지상 폭격 임무를 맡았다. 하지만 지상 폭격중 대공 화기가 하부 라디에이터에 맞으면 얼마 못가 엔진이 멈춘다는 약점 때문에 점점 폭격 임무에서도 물러나기 시작했다. 한국전쟁 이후에는 몇몇 나라의 공군에 의해 80년대 초반까지 실전에 운용되었고, 현재는 민간용으로도 많이 운용되고 있다.

## 유래

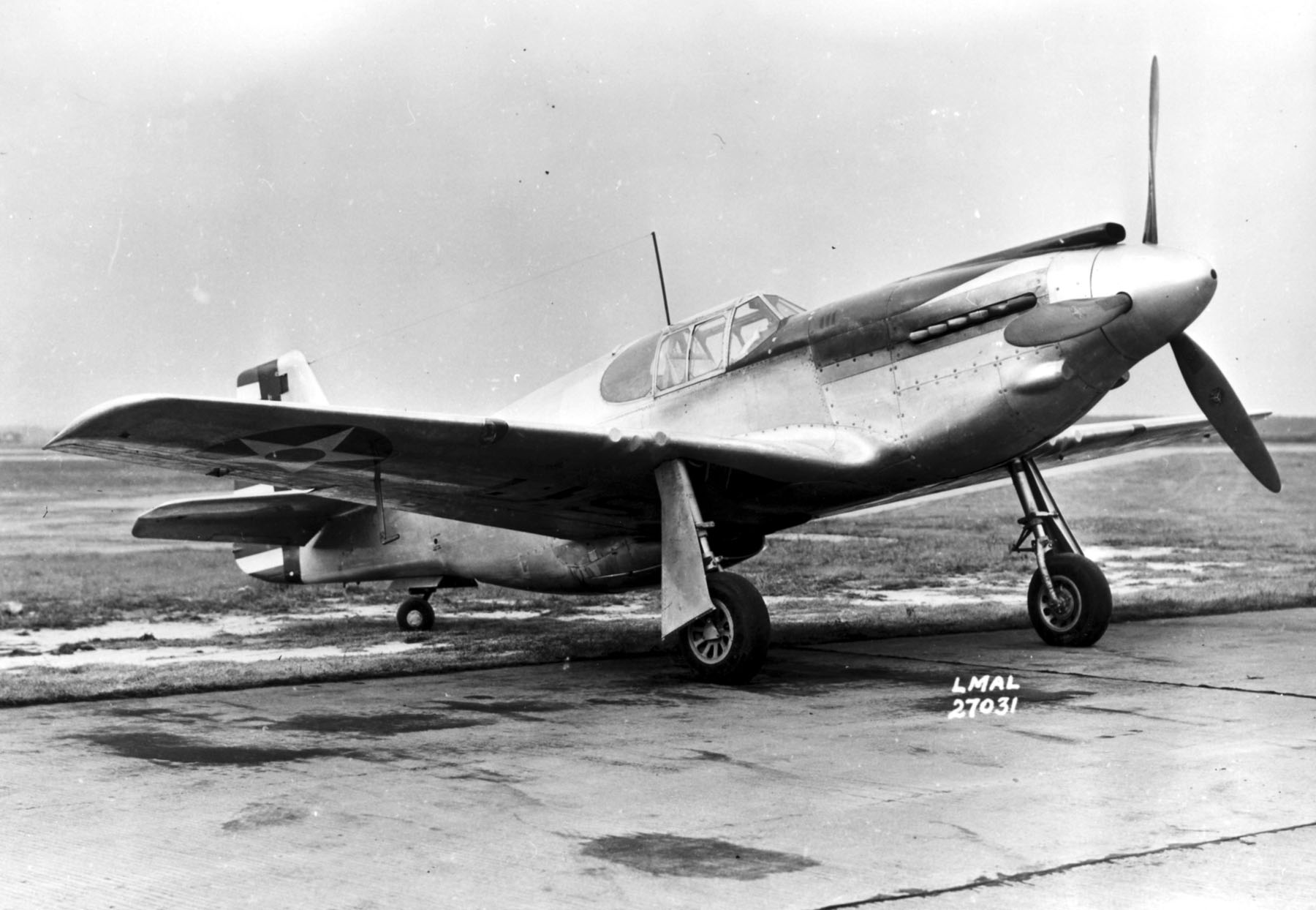
노스아메리칸 XP-51.

1939년, 제2차 세계 대전 발발 직후, 영국 정부는 헨리 셀프(Henry Self) 경이 이끄는 구매 위원회(British Purchasing Commission)를 미국에 설립하였다. 1938년에 영국 공군을 위한 연구 개발과 생산 관련한 전권과 책임을 맡게 된 윌프리드 프리먼(Wilfrid Freeman) 경과 함께, 셀프 경은 (영국)공군 위원회의 공급에 관한 소위원회("Supply Committee")에 참석했고, 영국 공군을 위한 미국 전투기 제조를 타진하고 진행하였다. 그러나 선택의 폭은 매우 좁았고, 그 당시 운용중인 어떤 미국 전투기도 영국의 표준을 만족시키지 못했으며, 다만 커티스 P-40 토마호크(Curtiss P-40 Tomahawk) 만이 근접하는 결과를 보여주었다. 그러나 커티스의 공장은 이미 생산력을 초과한 운영을 하고 있었기에, 부족한 공급이 예상되었다.
노스아메리칸(NAA)은 이미 그들의 훈련기인 하바드를 영국 공군에 납품하고 있었으나, 운용률은 낮았다. 당시 노스아메리칸의 대표이사였던 제임스 H. 킨델버거(James H. Kindelberger)는 셀프 경에 접근하여 새로운 중형 폭격기인 B-25 미첼을 구매할 것을 제안하였다. 그러나 그 대신 셀프 경은 노스 아메리칸이 커티스의 토마호크를 면허생산할 수 있을지를 타진했다.
이 요청에 대해, 킨델버거는 노스아메리칸이 P-40을 위한 양산 라인을 설치하는 데 걸리는 시간보다 짧은 시간 안에 P-40과 동일한 엔진을 채용한 더 나은 전투기를 새로 개발할 수 있을 것이라고 답변했다. 그 제안에 따라 프리먼 경은 1940년 3월에 320대의 비행기를 노스 아메리칸에 주문하였다. 그리고 1940년 6월 26일, 영국은 패커드 사에 롤스로이스 사의 멀린 엔진에 대한 면허 생산권을 주어 개량 버전을 개발케 했다.

## 개발 역사

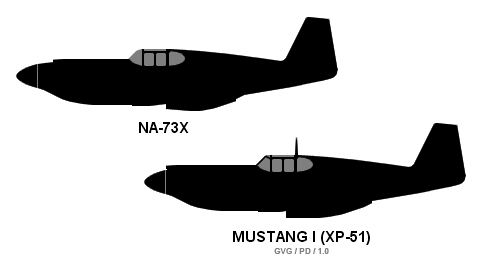

영국의 주문에 대해 노스아메리칸 사는 NA-73X라는 프로젝트 명을 부여하고 1940년 3월부터 개발에 돌입했다. 기본적인 설계는 거의 그 당시 시대의 가장 보편적인 방식을 따랐지만, 거기에 두 가지의 새로운 기능을 추가하였다. 그 중 하나는 국립 항공 자문위원회(NACA)가 설계한 바 있는 층류(laminar flow) 방식의 날개를 채용한 것이다. 이로 인해 빠른 속력 하에서도 날개 윗 부분에 와류(drag) 발생을 최소화하여 공기저항을 감소시킬 수 있었다.
또 다른 기존 설계 방식과의 차이점은 새로운 라디에이터 설계(커티스가 동작하게 하는 데 실패했던 설계)를 채용했다는 점이다. 이 설계는 뜨거워진 공기를 제트 분출의 형태로 라디에이터로 내보내는 것으로 이른바 "메러디스 효과"로 알려진 것이다. 노스 아메리칸은 이를 시험할 적합한 풍동(wind tunnel)을 보유하고 있지 않았기 때문에, 대신 캘리포니아 공과대학 구겐하임 항공학연구소(GALCIT)의 풍동을 사용했다.
이로 인해 이후, 머스탱에 적용된 방열 시스템 항공역학이 노스아메리칸의 개발자에 의한 것인지, 커티스에 의한 것인지에 대한 논쟁이 발생하기도 하였다. 물론 역사학자와 연구자들은 기술 도용에 대한 주장을 곧 철회했다. 노스아메리칸이 커티스로부터 P-40 전체에 대한 권한과 XP-46 풍동에 대한 데이터와 비행 시험 결과를 미화 56,000불에 사들였기 때문이다.
미국 육군 항공 군단(United States Army Air Corps, USAAC)은 이같은 항공기 판매가 미국의 이익에 해로운가 아닌가에 대해 판단하여 판매를 중단시킬 수도 있었지만, NA-73 프로젝트는 특수한 경우로 인식되었다. 영국 공군에의 중단없는 납품을 확실히 하기 위해, 노스 아메리칸은 미국 육군 항공 군단을 위해서도 두 대의 시험기를 제공하게 되었다.
NA-73X 시제기는 발주 후 단지 117일 만에 출고되었고, 118일째인 1940년 10월 26일에 첫 비행을 마쳤다. 이는 믿을 수 없을 정도로 빠른 개발 기간이었다. 전체적으로 볼때 시제기는 잘 동작했고, 내부 구조 상 연료 적재량도 인상적이리만큼 늘었다. 그리고 시제기는 4기의 M1919 브라우닝 기관총(7.62 mm)과 2기의 M2 브라우닝 기관총(12.7 mm)을 날개와 동체 하부에 탑재하고 있었다.

## 엘리슨 엔진 탑재형

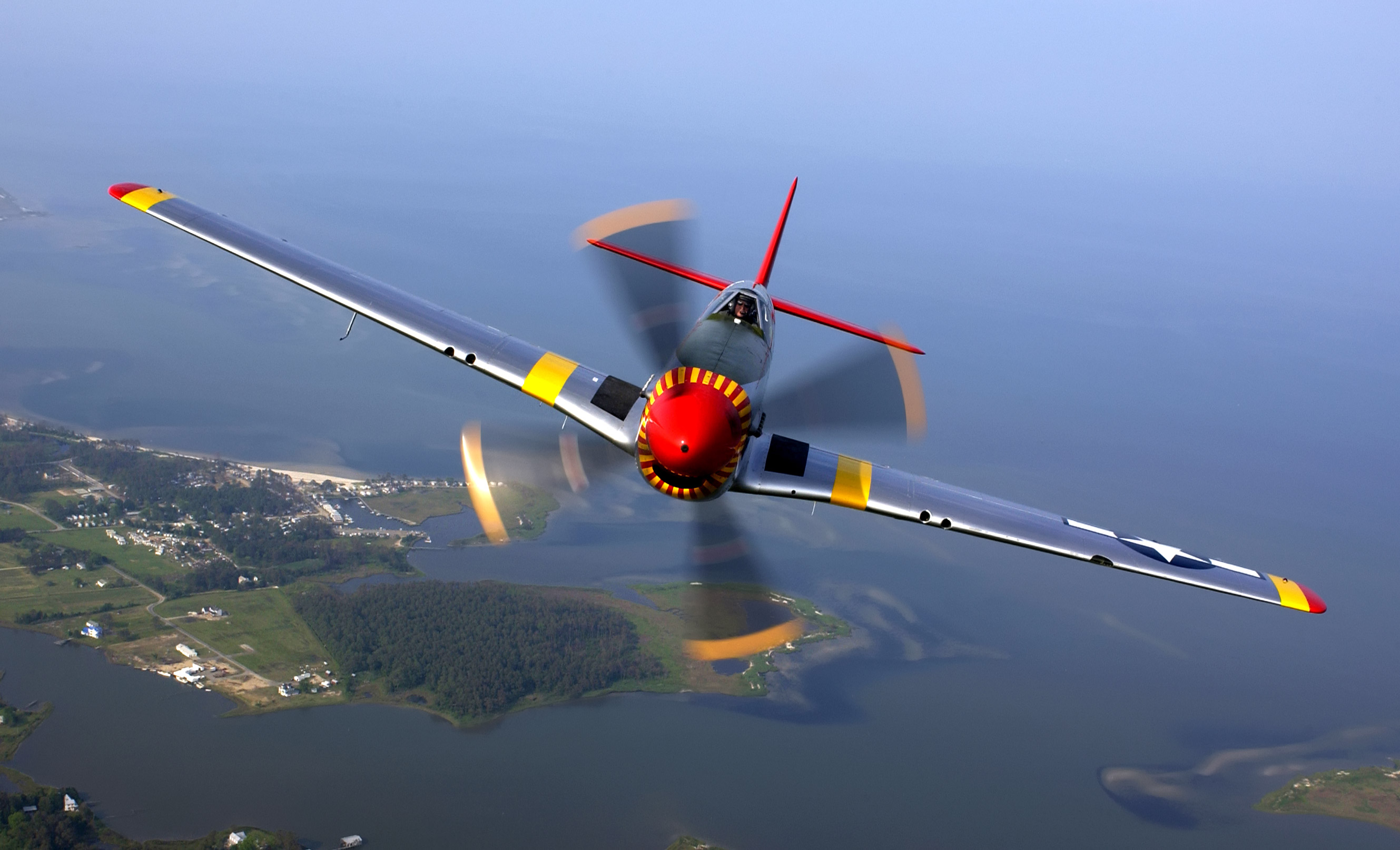
비행중인 P-51 머스탱

### A형
영국 공군은 전투기 부족으로 미국의 커티스 항공회사에 p 40을 만들어 달라고 부탁하였으나 생산능력이 부족한 탓에 노스아메리칸 사에 하청생산을 의뢰했고 노스아메리칸사는 3개월 내에 새로운 전투기를 만들어 냈다. 앨리슨 엔진을 채택하였으며 물방울형이 아닌 메서슈미트 BF 109같은 콕핏을 채택하였다.
영국공군은 이 기체를 상당히 유용하게 사용했는데 전투기로 사용했으나 엘리슨 엔진의 성능이 좋지 않아 전투는 가급적 피했으며 미국육군항공대는 이것을 아예 급강하폭격기로 사용하였다.

## 멀린 엔진 탑재형

### B, C형
기존 엔진 문제를 멀린엔진을 장착하여 엔진문제를 해결했다.

### D형
물방울형 칵피트가 등장하고 우리한테 잘 알려져 있는 형이다.
P-51하면 보통 이것을 떠올린다.

### H형
M3 브라우닝 기관총을 장착해 기체가 더욱 가벼워졌다.

### K형
1950년 6월 25일에 일어났던 한국전쟁에서 대한민국 공군의 주력 전투기였다.

## 제원
D형
- 종류 단좌 프롭 전투기

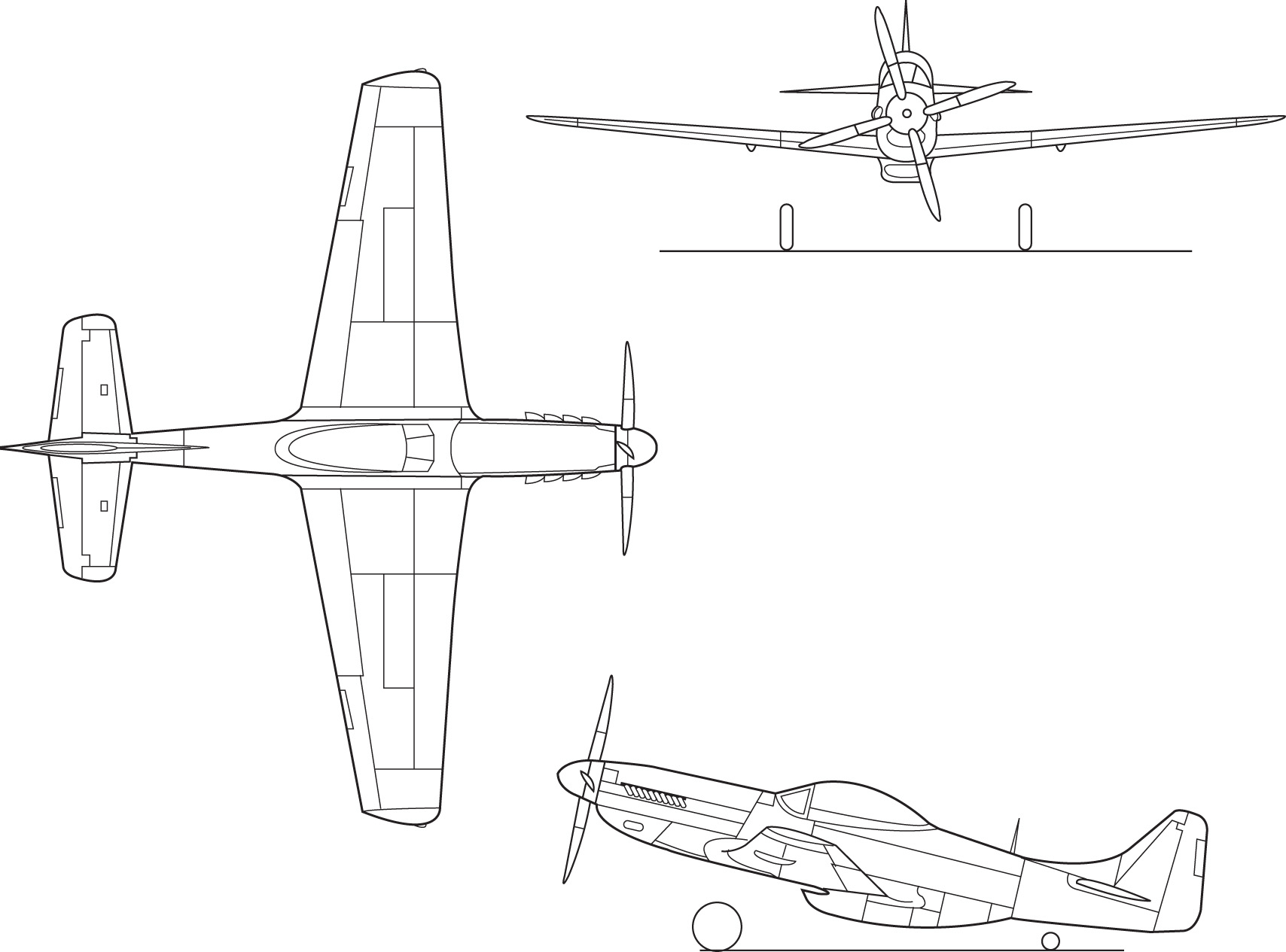
P-51의 삼면도

- 엔진 팩커드 롤스로이스 멀린 V-1650-7 1,695 hp(1490마력,1265Kw)
- 지속비행거리 2,655 km (보조 연료탱크 장착시)
- 상승 속도 978m/m
- 최고 속도 437 mph (703 km/h)
- 순항 속도 362 mph (580 km/h)
- 실속 속도 100 mph (160 km/h)
- 최고 고도 12,770m
- 무장 cal 50. 12.7mm 기관총x6
- 무장(선택사항) 127mm 로켓 10x5, 2,000 lb 폭탄
- 탄약수 바깥쪽 4정 각 250~70발 안쪽 2정 각각 400발

## 대한민국 공군과 P-51
P-51은 대한민국 공군이 창설된 후 처음으로 장비한 전투기였다. 그 이전에 장비한 군용기는 전투기가 아니라 L-4, L-5 연락기 및 한국 전쟁 1개월 전에 구입한 건국기가 전부였다. 전쟁이 터지자 한국 공군은 L-4 및 L-5로 Yak-9 및 IL-10 등으로 무장한 조선민주주의인민공화국 공군과 맞싸워야 했지만, 연습기와 전투기 간에 공중전이 벌어질 수는 없었다. 적 전투기보다 T-34/85를 앞세운 지상군이 더 문제여서 L-4, L-5를 이용한 지상 폭격에 나섰다. 지상 폭격이라고는 하지만, 후방석에 탑승한 승무원이 고속으로 진격하는 적 전차에 손으로 폭탄을 떨어뜨리는 것이 전부였다. 큰 전과를 기대한다는 게 무리지만, 그런 노력 밖에 할 수 없는 것이 전쟁 초기 한국 공군의 현실이었다.
이러한 상황에서 미국이 한국전쟁 참전을 결정하자, 미국은 그동안 전투기 판매 또는 원조를 거부하던 입장을 바꾸어 한국 공군에 F-51D를 공급하기로 결정했다(1946년에 P-51은 F-51로 정식으로 이름이 바뀌었다). 이 결정에 따라 대한민국 공군 조종사 10명이 급히 일본으로 건너갔고, 7월 2일 10대의 P-51을 인수했다. 1주일간의 훈련 후 이들은 그대로 한국으로 날아왔는데, 얼마나 급했던지 기체의 국적 표시도 고치지 않고 그대로 돌아왔다. 국적 표시를 고친 것은 한국에 와서였고, 이때부터 한국 공군의 국적 마크에 태극 문양 양 옆에 미국식 3개의 띠가 있게 된다. 무스탕 이전의 기체들은 단지 태극 마크만 있었던 것이 당시 기록 사진으로 확인되며, 무스탕 이후 미국 국적 표시에서 가운데 별만 태극으로 바뀐 것이 사용되었다. 2005년에 한국 공군은 미군 국적 마크의 잔재인 태극 문양 좌우의 띠를 태극의 건곤으로 교체하였다.
한국 공군의 P-51은 공중전보다는 주로 지상 지원에 나섰다. 미국이 개입한 지 얼마 안되어 북한 공군은 거의 전멸 상태였지만, 1950년 후반 중국이 개입하면서 공중전은 주로 제트기들(F-86 세이버와 MiG-15)이 담당하게 되었다. 미군에서도 제2차 세계 대전 스타일의 프로펠러 기들은 직접 공중전에 투입되기 보다 주로 지상 지원에 투입되었고(물론 프로펠러 전투기가 제트기를 격추시킨 사례도 있긴 하다 베트남전때 A-1H 스카이 레이더가 북베트남군 미그-17을 격추하기도 했다), 한국 공군도 그에 따라 주로 지상 지원에 투입되었고, 1951년 겨울에는 지리산의 빨치산 토벌에도 동원되기도 했다.

## 같이 보기
- 대한민국 최초 운용 전투기(F-51D 무스탕)